# Mastigodryas boddaerti
Mastigodryas boddaerti – gatunek węża z rodziny połozowatych (Colubridae). Gatunek jest endemiczny dla tropikalnej Ameryki Południowej, w tym Trynidadu i Tobago. Występuje jednak także między innymi w Brazylii, Boliwii i Wenezueli. 